# 지구마불 세계여행
《지구마불 세계여행》는 대한민국의 ENA에 오리지널 예능 프로그램이다.
빠니보틀·곽튜브·원지 등 3명의 여행 크리에이터가 주요 출연자이다. 김태호 PD가 설계한 세계여행 부루마블 게임에 참여, 던져서 나온 주사위 눈에 따라 5주이상 지구 5바퀴에 해당하는 거리를 여행하는 과정을 담았다.
텔레비전 ENA 채널과 유튜브 채널 등을 통해 공개 되었다.

## 일정

### 스트리밍 일정
| 스트리밍 | 시즌제 | 기간                            | 업로드 본방송 시간        | 비고 |
| -------- | ------ | ------------------------------- | ------------------------- | ---- |
| Youtube  | 1      | 2023년 3월 2일~2023년 5월 4일   | 매주 목요일 저녁 6시      |      |
| Youtube  | 2      | 2024년 3월 9일~2024년 6월 8일   | 매주 토요일 저녁 7시 50분 |      |
| Youtube  | 3      | 2025년 3월 22일~2025년 6월 28일 |                           |      |

### 방송 일정
| 방송 채널 | 시즌제 | 방송 기간                         | 방송 시간                          | 비고 |
| --------- | ------ | --------------------------------- | ---------------------------------- | ---- |
| ENA       | 1      | 2023년 3월 4일~2023년 5월 6일     | 매주 토요일 저녁 7시 50분~9시 20분 |      |
| ENA       | 2      | 2024년 3월 9일 ~ 2024년 6월 8일   | 매주 토요일 저녁 7시 50분~9시 20분 |      |
| ENA       | 3      | 2025년 3월 22일 ~ 2025년 6월 28일 | 매주 토요일 저녁 7시 50분~9시 20분 |      |

※ TVING에서 보실 수 있음

## 진행자
- 노홍철
- 주우재

### 이전 진행자
- 주현영 (시즌 1)

## 출연진
- 빠니보틀
- 곽튜브
- 원지의하루
- 이용주 - 메기(시즌 1)
- 박세미 - 메기(시즌 1)
- 신현지 (시즌 2, 스페셜 라운드)
- 박준형 (시즌 2, 아이돌 ; 곽튜브 파트너, 5~9회)
- 공명 (시즌 2, 사진작가 ; 빠니보틀 파트너, 5~9회)
- 김용명 (시즌 2, 요리사 ; 원지 파트너, 5~9회)
- 강기영 (시즌 2, 현지인 ; 곽튜브 파트너, 10~14회)
- 김도훈 (시즌 2, 여행초보 ; 빠니보틀 파트너, 10~14회)
- 원진아 (시즌 2, 파워J ; 원지 파트너, 10~14회)
- 정재형 (시즌 3)
- 이장우 (시즌 3)
- 차주영 (시즌 3)
- 차태현 (시즌 3 ; 빠니보틀 파트너, 9~12회)
- 이준 (시즌 3 ; 곽튜브 파트너, 9~12회)
- 김종민 (시즌 3 ; 원지 파트너, 9~12회)
- 파브리치오 페라리 (시즌 3 ; 원지 파트너, 13~15회)
- 가비 (시즌 3 ; 곽튜브 파트너, 13~15회)
- 신승호 (시즌 3 ; 빠니보틀 파트너, 13~15회)

## 여행 에피소드

### 시즌 1
| 크리에이터  | 여행지     | 여행지     | 여행지 | 여행지       | 여행지 | 여행지   | 여행지 | 여행지   | 여행지   | 여행지   | 비고 |
| 크리에이터  | 1회        | 2회        | 3회    | 4회          | 5회    | 6회      | 7회    | 8회      | 9회      | 10회     | 비고 |
| ----------- | ---------- | ---------- | ------ | ------------ | ------ | -------- | ------ | -------- | -------- | -------- | ---- |
| 빠니보틀    | 싱가포르   | 싱가포르   | [ 1 ]  | 탄자니아     | 무인도 | 무인도   | [ 3 ]  | 바하마   | [ 4 ]    | 하와이주 |      |
| 곽튜브      | 라오스     | 라오스     | [ 5 ]  | 탄자니아     | [ 6 ]  | 핀란드   | [ 7 ]  | 뉴질랜드 | 하와이주 | 하와이주 |      |
| 원지의하루  | 방글라데시 | 방글라데시 | [ 8 ]  | 마다가스카르 | [ 9 ]  | 이탈리아 | [ 10 ] | 에콰도르 | [ 11 ]   | 하와이주 |      |
| 신도시 부부 | 빈칸       | 빈칸       | 빈칸   | 빈칸         | 빈칸   | 빈칸     | 일본   | 일본     | 빈칸     | 빈칸     |      |

### 시즌 2
| 크리에이터 | 여행지        | 여행지        | 여행지     | 여행지     | 여행지     | 여행지     | 여행지 | 여행지   | 여행지   | 여행지 | 여행지 | 여행지 | 여행지 | 여행지 | 비고 |
| 크리에이터 | 1회           | 2회           | 3회        | 4회        | 5회        | 6회        | 7회    | 8회      | 9회      | 10회   | 11회   | 12회   | 13회   | 14회   | 비고 |
| ---------- | ------------- | ------------- | ---------- | ---------- | ---------- | ---------- | ------ | -------- | -------- | ------ | ------ | ------ | ------ | ------ | ---- |
| 빠니보틀   | 빈칸          | 빈칸          | 스리랑카   | 스리랑카   | 에티오피아 | 에티오피아 | →︎      | 포르투갈 | 포르투갈 | 브라질 | 브라질 | 브라질 | →︎      | 일본   |      |
| 곽튜브     | 빈칸          | 빈칸          | 인도네시아 | 인도네시아 | [ 15 ]     | 인도       | →︎      | 포르투갈 | 포르투갈 | [ 17 ] | 페루   | 페루   | →︎      | 중국   |      |
| 원지의하루 | 스페셜 라운드 | 스페셜 라운드 | [ 19 ]     | 오만       | [ 20 ]     | 케냐       | →︎      | 포르투갈 | 포르투갈 | [ 17 ] | 페루   | 페루   | →︎      | 미국   |      |

※ 실제 2023년 11월부터 12월까지 촬영 기준.

### 시즌 3
| 크리에이터 | 여행지 | 여행지 | 여행지         | 여행지         | 여행지   | 여행지   | 여행지   | 여행지 | 여행지   | 여행지   | 여행지   | 여행지   | 여행지   | 여행지   | 여행지   | 비고 |
| 크리에이터 | 1회    | 2회    | 3회            | 4회            | 5회      | 6회      | 7회      | 8회    | 9회      | 10회     | 11회     | 12회     | 13회     | 14회     | 15회     | 비고 |
| ---------- | ------ | ------ | -------------- | -------------- | -------- | -------- | -------- | ------ | -------- | -------- | -------- | -------- | -------- | -------- | -------- | ---- |
| 빠니보틀   | [ 22 ] | [ 23 ] | 오스트레일리아 | 오스트레일리아 | 모리셔스 | 모리셔스 | 모리셔스 | 마카오 | 스위스   | →        | 네덜란드 | 네덜란드 | 브라질   | 브라질   | 브라질   |      |
| 곽튜브     | [ 22 ] | [ 24 ] | 네팔           | 네팔           | 이집트   | 이집트   | 이집트   | 홍콩   | 루마니아 | 루마니아 | 루마니아 | 헝가리   | 칠레     | 칠레     | 칠레     |      |
| 원지의하루 | [ 22 ] | [ 25 ] | 튀르키예       | 튀르키예       | 이집트   | 이집트   | 이집트   | 홍콩   | 스페인   | 스페인   | 스페인   | 스페인   | 볼리비아 | 볼리비아 | 볼리비아 |      |

※ 실제 2024년 11월부터 12월까지, 2025년 2월부터 3월까지 촬영 기준.

## 룰

### 시즌 1
| 영국         | 이탈리아                 | 🟨                       | 핀란드                   | 스발바르 제도            | 🟨                       | 브라질                   | 🟨                       | 바하마                   | 자유 여행      |
| 스페인       |                          |                          |                          |                          |                          |                          |                          |                          | 🟨             |
| 🟨           |                          |                          |                          |                          |                          |                          |                          |                          | 멕시코         |
| 모로코       | 주사위 한 번에 대륙 이동 | 주사위 한 번에 대륙 이동 | 주사위 한 번에 대륙 이동 | 주사위 한 번에 대륙 이동 | 주사위 한 번에 대륙 이동 | 주사위 한 번에 대륙 이동 | 주사위 한 번에 대륙 이동 | 주사위 한 번에 대륙 이동 | 미국           |
| 탄자니아     |                          |                          |                          |                          |                          |                          |                          |                          | 🟨             |
| 🟨           | 지구마불                 | 지구마불                 | 지구마불                 | 지구마불                 | 지구마불                 | 지구마불                 | 지구마불                 | 지구마불                 | 뉴질랜드       |
| 마다가스카르 | 세계여행                 | 세계여행                 | 세계여행                 | 세계여행                 | 세계여행                 | 세계여행                 | 세계여행                 | 세계여행                 | 오스트레일리아 |
| 🟨           | 주사위 던져서 세계속으로 | 주사위 던져서 세계속으로 | 주사위 던져서 세계속으로 | 주사위 던져서 세계속으로 | 주사위 던져서 세계속으로 | 주사위 던져서 세계속으로 | 주사위 던져서 세계속으로 | 주사위 던져서 세계속으로 | 🟨             |
| 오만         |                          |                          |                          |                          |                          |                          |                          |                          | 일본           |
| 무인도       | 🟨                       | 인도네시아               | 방글라데시               | 라오스                   | 🟨                       | 태국                     | 베트남                   | 중화인민공화국           | 출발 ←︎         |

### 시즌 2
| 본부     | 스페인     | 🟨         | 이탈리아   | 🟨         | 스웨덴     | 노르웨이   | 브라질         | 🟨         | 자유 여행 |
| 모로코   |            |            |            |            |            |            |                |            | 페루      |
| 🟨       |            |            |            |            |            |            |                |            | 자메이카  |
| 나미비아 |            |            |            |            |            |            |                |            | 🟨        |
| 케냐     | 지구마불   | 지구마불   | 지구마불   | 지구마불   | 지구마불   | 지구마불   | 지구마불       | 지구마불   | 🟨        |
| 르완다   | 세계여행 2 | 세계여행 2 | 세계여행 2 | 세계여행 2 | 세계여행 2 | 세계여행 2 | 세계여행 2     | 세계여행 2 | 캐나다    |
| 🟨       |            |            |            |            |            |            |                |            | 피지      |
| 이집트   |            |            |            |            |            |            |                |            | 🟨        |
| 🟨       |            |            |            |            |            |            |                |            | 일본      |
| 무인도   | 🟨         | 오만       | 🟨         | 인도네시아 | 싱가포르   | 태국       | 중화인민공화국 | 몽골       | 출발 ←︎    |

### 시즌 3
| 자유 여행     | 스페인     | 이탈리아   | 🟨         | 네덜란드   | 노르웨이   | 🟨             | 🟨         | 크레이지 월드 |
| 모로코        |            |            |            |            |            |                |            | 칠레          |
| 🟨            |            |            |            |            |            |                |            | 🟨            |
| 🟨            | 지구마불   | 지구마불   | 지구마불   | 지구마불   | 지구마불   | 지구마불       | 지구마불   | 🟨            |
| 나미비아      | 세계여행 3 | 세계여행 3 | 세계여행 3 | 세계여행 3 | 세계여행 3 | 세계여행 3     | 세계여행 3 | 코스타리카    |
| 🟨            |            |            |            |            |            |                |            | 🟨            |
| 르완다        |            |            |            |            |            |                |            | 멕시코        |
| 이집트        |            |            |            |            |            |                |            | 캐나다        |
| 어메이징 킹덤 | 튀르키예   | 네팔       | 🟨         | 캄보디아   | 🟨         | 오스트레일리아 | 🟨         | 출발 ←︎        |

### 주사위

#### 시즌 1
1라운드
- 빠니보틀 : 첫번째 주사위 3칸, 두번째 주사위 1칸 =  싱가포르
- 곽튜브 : 첫번째 주사위 3칸, 두번째 주사위 2칸 =  라오스
- 원지 : 첫번째 주사위 4칸, 두번째 주사위 3칸 =  방글라데시

2라운드
- 빠니보틀 : 첫번째 주사위 5칸, 두번째 주사위 5칸 =  탄자니아
- 곽튜브 : 첫번째 주사위 4칸, 두번째 주사위 5칸 =  탄자니아
- 원지 : 첫번째 주사위 1칸, 두번째 주사위 5칸 =  마다가스카르

3라운드
- 빠니보틀 : 첫번째 주사위 3칸, 두번째 주사위 6칸 =  칠레 (황금열쇠)[29] →︎  인도네시아 무인도
- 곽튜브 : 첫번째 주사위 3칸, 두번째 주사위 1칸 =  영국 (황금열쇠)[30] →  핀란드
- 원지 : 첫번째 주사위 2칸, 두번째 주사위 5칸 =  이탈리아 (황금열쇠)[31]

4라운드
- 빠니보틀 : 첫번째 주사위 3칸, 두번째 주사위 1칸 =  바하마
- 곽튜브 : 첫번째 주사위 2칸, 두번째 주사위 4칸 = 자유여행 →  뉴질랜드
- 원지 : 첫번째 주사위 4칸, 두번째 주사위 5칸 =  쿠바 (황금열쇠)[32] →︎  에콰도르 (황금열쇠)[33]

마지막 라운드
- 빠니보틀 : 첫번째 주사위 3칸, 두번째 주사위 2칸 =  캐나다 (황금열쇠)[34] →  하와이주
- 곽튜브 : 첫번째 주사위 2칸, 두번째 주사위 제로 =  하와이주 (황금열쇠)[35]
- 원지 : 첫번째 주사위 4칸, 두번째 주사위 3칸 =  뉴질랜드 →  하와이주

#### 시즌 2
1라운드
- 빠니보틀 : 첫번째 주사위 6칸, 두번째 주사위 0칸 =  스리랑카 (황금열쇠)[36]
- 곽튜브 : 첫번째 주사위 4칸, 두번째 주사위 1칸 =  인도네시아
- 원지 : 첫번째 주사위 4칸, 두번째 주사위 3칸 =  오만

2라운드
- 빠니보틀 : 첫번째 주사위 3칸, 두번째 주사위 5칸, 마이너스 주사위 1칸 =  에티오피아
- 곽튜브 : 첫번째 주사위 6탄, 두번째 주사위 0칸, 마이너스 주사위 1칸 =  튀르키예 (황금열쇠)[37][38][39] →︎  인도
- 원지: 첫번째 주사위 6칸, 두번째 주사위 4칸, 마이너스 주사위 3칸 =  케냐

3라운드
- 빠니보틀 : 첫번째 주사위 1칸, 두번째 주사위 1칸 =  케냐 →  포르투갈
- 곽튜브 : 첫번째 주사위 5칸, 두번째 주사위 2칸 =  베냉 →  포르투갈
- 원지 : 첫번째 주사위 2칸, 두번째 주사위 2칸 = 본부[40] →  포르투갈

4라운드
- 빠니보틀 : 첫번째 주사위 6칸, 두번째 주사위 1칸 =  브라질
- 곽튜브 : 첫번째 주사위 5칸, 두번째 주사위 5칸 =  페루
- 원지 : 첫번째 주사위 5칸, 두번째 주사위 5칸 =  페루

5라운드
- 빠니보틀 : 첫번째 주사위 2칸, 두번째 주사위 5칸 =  일본
- 곽튜브 : 첫번째 주사위 4칸, 두번째 주사위 1칸 =  피지 →  중국
- 원지 : 첫번째 주사위 1칸, 두번째 주사위 2칸 =  미국 (황금열쇠)[41]

마지막라운드
- 원지 : 첫번째 주사위 4칸, 두번째 주사위 5칸 = 도착
- 곽튜브 : 첫번째 주사위 4칸, 두번째 주사위 1칸 = 도착
- 빠니보틀 : 첫번째 주사위 4칸, 두번째 주사위 5칸 = 도착

## 여행 경유 코스

### 시즌 1
빠니보틀
- 인천국제공항 →︎ 싱가포르 창이 공항(싱가포르)
- 싱가포르 창이 공항 →︎ 벵갈루루 국제공항(1회 환승) →︎ 두바이 국제공항(2회 환승) →︎ 줄리어스 니에레레 국제공항(탄자니아)
- 모시 공항 →[42] 줄리어스 니에레레 국제공항→도하 국제공항(1회 환승)→수카르노 하타 국제공항(2회 환승) →[43] 코모도 공항→라부안 바조→무인도
- 라부안 바조→코모도 공항→수카르노 하타 국제공항(1회 환승)→인천국제공항(2회 환승)→존 F. 케네디 국제공항(3회 환승)→린든 핀들링 국제공항(바하마)
- 린든 핀들링 국제공항→애틀랜타 국제공항(환승)→대니얼 K. 이노우에 국제공항(하와이 주)
  - 특별 보너스: 나리타 국제공항(일본)
- 대니얼 K. 이노우에 국제공항(하와이 주)→인천국제공항(대한민국)

곽튜브
- 인천국제공항 →︎ 왓따이 국제 공항(라오스)
- 왓따이 국제 공항 →︎ 돈므앙 국제공항(1회 환승)→스완나품 공항(2회 환승) →︎ 하마드 국제공항(3회 환승)→줄리어스 니에레레 국제공항(탄자니아)
- 아베이드 아마니 카루메 국제공항→도하 국제공항(환승)→헬싱키 반타 국제공항(핀란드)
- 헬싱키 반타 국제공항→프랑크푸르트암마인 공항(1회 환승)→샌프란시스코 국제공항(2회 환승)→오클랜드 국제공항(뉴질랜드)
- 오클랜드 국제공항→인천국제공항(원지 동행)→대니얼 K. 이노우에 국제공항(하와이 주)
- 대니얼 K. 이노우에 국제공항(하와이 주)→인천국제공항(대한민국)

원지
- 인천국제공항 →︎ 샤잘랄 국제 공항(방글라데시)
- 샤잘랄 국제 공항 →︎ 수완나품 공항(1회 환승) →︎ 아디스아바바 볼레 국제공항(2회 환승) →︎ 안타나나리보 공항→안타나나리보 터미널 →︎ 모론다바 터미널 (마다가스카르)
- 모론다바 공항 →[44] 안타나나리보 공항→파리 샤를 드골 공항(환승)→레오나르도 다 빈치 국제공항(이탈리아)
- 레오나르도 다 빈치 국제공항→아돌포 수아레스 마드리드 바라하스 공항(1회 환승) →︎ 마리스칼 수크레 국제공항(2회 환승)→시모어 공항(에콰도르)
- 시모어 공항→마리스칼 수크레 국제공항(1회 환승)→샌프란시스코 국제공항(2회 환승)→인천국제공항(곽튜브 동행)→대니얼 K. 이노우에 국제공항(하와이 주)
- 대니얼 K. 이노우에 국제공항(하와이 주)→인천국제공항(대한민국)

메기(신도시 부부)
- 인천국제공항 →신치토세 국제공항(일본)[45]

### 시즌 2
빠니보틀
- 인천국제공항 →︎ 반다라나이케 국제공항(스리랑카)
- 반다라나이케 국제공항 → 두바이 국제공항(환승) → 아디스아바바 볼레 국제공항(에티오피아)
- 아디스아바바 볼레 국제공항 → 프랑크푸르트암마인 공항(환승) → 리스본 공항(포르투갈)
- 리스본 공항 → 리우데자네이루 갈레앙 국제공항(브라질)
- 리우데자네이루 갈레앙 국제공항 → 멕시코시티 국제공항(환승) → 나리타 국제공항(환승) → 신치토세 공항(일본)

곽튜브
- 인천국제공항 →︎ 수카르노 하타 국제공항(인도네시아)
- 수카르노 하타 국제공항 → 싱가포르 창이 공항(환승) → 차트라파티 시바지 마하라지 국제공항(인도)
- 차트라파티 시바지 마하라지 국제공항 → 파리 샤를 드골 공항(환승) → 리스본 공항(포르투갈)
- 리스본 공항 → 하츠필드 잭슨 애틀랜타 국제공항(환승) → 호르헤 차베스 국제공항(페루)
- 호르헤 차베스 국제공항 → 런던 히드로 공항(환승) → 베이징 다싱 국제공항(중국)

원지
- 인천국제공항 →︎ 두바이 국제공항(환승) →︎ 무스카트 국제공항(오만)
- 무스카트 국제공항(오만) → 아디스아바바 볼레 국제공항(환승) → 조모 케냐타 국제공항(케냐)
- 조모 케냐타 국제공항 → 파리 샤를 드골 공항(환승) → 리스본 공항(포르투갈)
- 리스본 공항 → 존 F. 케네디 국제공항(환승) → 호르헤 차베스 국제공항(페루)
- 호르헤 차베스 국제공항 → 멕시코시티 국제공항(환승) → 덴버 국제공항(미국)

### 시즌 3
빠니보틀
- 인천국제공항 →︎ 시드니 공항(오스트레일리아)
- 시드니 공항 → 퍼스 공항 → 시우사구르 람굴람 경 국제공항(모리셔스)
- 시우사구르 람굴람 경 국제공항 → 두바이 공항 → 홍콩 국제공항(홍콩)
- 홍콩 → 강주아오 대교 → 마카오
- 마카오 → 강주아오 대교 → 홍콩 국제공항(홍콩)
- 홍콩 국제공항 → 인천국제공항(대한민국)
- 인천국제공항 → 이스탄불 국제공항 → 취리히 공항(스위스)
- 취리히 공항 → 암스테르담 스히폴 공항(네덜란드)
- 암스테르담 스히폴 공항 → 리우데자네이루 갈레앙 공항(브라질)
- 리우데자네이루 갈레앙 공항 → 상파울루 구아룰류스 국제공항

곽튜브
- 인천국제공항 →︎ 트리부반 국제공항(네팔)
- 트리부반 국제공항(네팔) → 하마드 국제공항(카타르) → 카이로 국제공항(이집트)
- 카이로 국제공항 → 도하 국제공항 → 홍콩 국제공항(홍콩)
- 홍콩 국제공항 → 인천국제공항(대한민국)
- 인천국제공항 → 뮌헨 국제공항 → 헨리 코안더 국제공항(루마니아)
- 헨리 코안더 국제공항 → 부다페스트 리스트 페렌츠 국제공항(헝가리)
- 부다페스트 리스트 페렌츠 국제공항 → 샤를 드골 국제공항 → 아르투로 메리노 베니테스 국제공항(칠레)

원지
- 인천국제공항 →︎ 이스탄불 공항(튀르키예)
- 이스탄불 공항 →︎ 카이로 국제공항(이집트)
- 카이로 국제공항 → 도하 국제공항 → 홍콩 국제공항(홍콩)
- 홍콩 국제공항 → 인천국제공항(대한민국)
- 인천국제공항 → 샤를 드골 국제공항 → 바르셀로나 엘프라트 공항(스페인)
- 바르셀로나 엘프라트 공항 → 아돌포 수아레스 마드리드 바라하스 공항(스페인)
- 아돌포 수아레스 마드리드 바라하스 공항 → 엘알토 국제공항(볼리비아)

## 제작진
- 김태호 PD가 연출을 담당한다.

## 같이 보기
- 부루마불